# Dawit Modzmanaszwili
Dawit Modzmanaszwili (ur. 9 listopada 1986 w Tbilisi) – gruziński, a od 2017 roku uzbecki zapaśnik startujący w stylu wolnym, wicemistrz olimpijski, wicemistrz świata, brązowy medalista Europy.
Największym jego sukcesem jest srebrny medal igrzysk olimpijskich w Londynie w kategorii 120 kg. W styczniu 2019 został zdyskwalifikowany i pozbawiony medalu, za stosowanie sterydów anabolicznych (turinabolu).
W tej samej kategorii zdobył również brązowy medal mistrzostw świata w 2011 roku.
Podczas mistrzostw Europy w Tampere (2008) zdobył złoty medal, w finale pokonując Dawida Musulbiesa, jednak został przyłapany na stosowaniu dopingu i pozbawiony medalu.
Brązowy medalista igrzysk azjatyckich w 2018. Triumfator mistrzostw Azji w 2018 i halowych igrzysk azjatyckich w 2017. Trzeci w Pucharze Świata w 2006; piąty w 2012 i szósty w 2007 roku.